# Europe Écologie
Europe Écologie (česky Evropa Ekologie) je volební koalice francouzské strany Zelení (Les Verts), regionalistických stran (Fédération régions et peuples solidaires) a dalších environmentalisticky orientovaných nezávislých osobností původně pro volby do Evropského parlamentu 2009. Lídrem koalice je Daniel Cohn-Bendit.
Koalice do voleb v roce 2009 kandidovala s podporou Evropské strany zelených. Celkově získala 16,28 procent odevzdaných hlasů a získala 14 míst v Evropském parlamentu. EE postavila kandidátky také pro regionální volby 2010.
V listopadu 2010 bylo rozhodnuto o fúzi koalice se stranou Zelení, čímž vznikl nový subjekt nazvaný Evropa Ekologie – Zelení.